# Dryopteris sugino-takaoi
Dryopteris sugino-takaoi är en träjonväxtart som beskrevs av Kurata. Dryopteris sugino-takaoi ingår i släktet Dryopteris och familjen Dryopteridaceae. Inga underarter finns listade.